# 石川喜平
石川 喜平（いしかわ きへい、1788年（天明8年） - 1862年（文久2年））は、日本の和算家。都筑弥厚の明治用水計画を測量・設計の面で支援した人物として知られる。
1788年（天明8年）高棚村（現・愛知県安城市）に生まれる。1807年（文化4年）、関孝和の直流にあたる和算家清水幸三郎の弟子となり、1812年（文化9年）に師範免許を授かる。
都筑弥厚の明治用水計画に賛同して、1822年（文政5年）から明治用水に関わる測量を開始し、農民の反対運動をかいくぐりながら、1826年（文政9年）に測量を完了する。この測量成果をもとに、岡本兵松と伊与田与八郎によって、1880年（明治18年）に明治用水が開通した。1862年（文久2年）に死去。
天文学にも通じており、石川喜平直頼（または改）と記した書物も残した。